# 現場指導
現場指導（朝鲜语：／），是指朝鮮民主主義人民共和國一種經濟建設和政治宣傳模式，朝鮮勞動黨領導人金日成和金正日曾經多次親自到集體農莊和工廠現場視察和提供意見。這些指導比較接近政治宣傳，表示金氏父子有解決困難的心。
指導對象非常廣泛，從工業企業和定居點到研究機構、建築工地、教育機構、幼兒園和醫院。
在金日成的影響下，直接指導的做法變得普遍，並由他的繼任者金正日和金正恩繼續。

## 宗旨
有一種觀點認為，「現場指導」的思想是受到毛澤東提出的「群眾路線」概念的啟發。
研究人員傾向於認為，北韓領導人通過直接領導追求各種目標。林在泉指出，對於這種做法的創始人金日成來說，現場指導是動員群眾通過直接解決問題來實現經濟目標的一種手段。此外，正如研究人員所寫，現場指導説明金日成瞭解黨的政策是否按預期實施，也被用來打擊官僚主義。